# Marpissa
Marpissa là một chi nhện trong họ Salticidae. Loài đặc trưng là Araneus muscosus Clerck, 1757*.

## Các loài
Các loài trong chi này gồm:
- Marpissa agricola (Peckham & Peckham, 1894)
- Marpissa anusuae Tikader & Biswas, 1981
- Marpissa arambagensis Biswas & Biswas, 1992
- Marpissa armifera Urquhart, 1892
- Marpissa balcanica (Kratochvíl, 1932)
- Marpissa bina (Hentz, 1846)
- Marpissa bryantae (Jones, 1945)
- Marpissa carinata Butt & Beg, 2000
- Marpissa dayapurensis Majumder, 2004
- Marpissa decorata Tikader, 1974
- Marpissa dentoides Barnes, 1958
- Marpissa endenae Biswas & Biswas, 1992
- Marpissa formosa (Banks, 1892)
- Marpissa fornicis (Dyal, 1935)
- Marpissa gangasagarensis Majumder, 2005
- Marpissa grata (Gertsch, 1936)
- Marpissa hieroglyphica Taczanowski, 1878
- Marpissa insignis Butt & Beg, 2000
- Marpissa kalapani Tikader, 1977
- Marpissa kalighatensis Biswas & Biswas, 1992
- Marpissa lakshmikantapurensis Majumder, 2004
- Marpissa lineata (C. L. Koch, 1846)
- Marpissa linzhiensis Hu, 2001
- Marpissa longiuscula (Simon, 1871)
- Marpissa manipuriensis Biswas & Biswas, 2004
- Marpissa milleri (Peckham & Peckham, 1894)
- Marpissa minor F. O. P.-Cambridge, 1901
- Marpissa mirabilis Butt & Beg, 2000
- Marpissa mizoramensis Biswas & Biswas, 2007
- Marpissa muscosa (Clerck, 1757)
- Marpissa mystacina Taczanowski, 1878
- Marpissa nitida Hu, 2001
- Marpissa nivoyi (Lucas, 1846)
- Marpissa nutanae Biswas & Biswas, 1984
- Marpissa obtusa Barnes, 1958
- Marpissa pauariensis Biswas & Roy, 2008
- Marpissa pikei (Peckham & Peckham, 1888)
- Marpissa pomatia (Walckenaer, 1802)
- Marpissa prathamae Biswas & Biswas, 1984
- Marpissa proszynskii Biswas & Begum, 1999
- Marpissa pulla (Karsch, 1879)
- Marpissa radiata (Grube, 1859)
- Marpissa raimondi Taczanowski, 1878
- Marpissa robusta (Banks, 1906)
- Marpissa rubriceps Mello-Leitão, 1922
- Marpissa singhi Monga, Singh & Sadana, 1989
- Marpissa soricina (Thorell, 1899)
- Marpissa sulcosa Barnes, 1958
- Marpissa tenebrosa Butt & Beg, 2000
- Marpissa tigrina Tikader, 1965
- Marpissa tikaderi Biswas, 1984
- Marpissa zaitzevi Mcheidze, 1997